# Cyclospora
Genre
Cyclospora est un genre de parasites de la famille des Eimeriidae.

## Liste d'espèces
Selon BioLib (1 mars 2019) :
- Cyclospora cayetanensis

Selon NCBI (1 mars 2019) :
- Cyclospora cayetanensis Ortega, Gilman & Sterling, 1994
- Cyclospora cercopitheci
- Cyclospora colobi
- Cyclospora macacae Li & al. 2015
- Cyclospora papionis

## Dans la littérature
- Dans La marche dans le ciel : 5 000 km à pied à travers l'Himalaya de Sylvain Tesson et Alexandre Poussin (1998), ce dernier décrit être très diminué pendant plusieurs semaines par ce qui se révèlera être un « parasite végétal », le cyclospora.